# جاك نيكولز (كرة سلة)
جاك نيكولز (بالإنجليزية: Jack Nichols)‏ مواليد 09 أبريل 1926 - الوفاة 24 ديسمبر 1992، كان لاعب كرة سلة أمريكي. بدأ مسيرته الاحترافية في سنة 1948. تم اختياره من قبل فريق واشنطن كابيتولز خلال الدرافت. بلغ طوله 6 قدم 7 بوصة (2.0 م). اعتزل اللعب في 1958. فاز بلقب دوري إن بي إيه.

## المسيرة الاحترافية
لعب مع واشنطن كابيتولز في سنة 1950، ثم لعب مع أتلانتا هوكس من سنة 1949 إلى 1954، ثم لعب مع بوسطن سيلتكس من سنة 1953 إلى 1958.

## روابط خارجية
- جاك نيكولز على موقع إن بي أي (الإنجليزية)
- جاك نيكولز على موقع سبورتس رفرنس (الإنجليزية)
- جاك نيكولز على موقع كلية كرة السلة في سبورتس رفرنس.كوم (الإنجليزية)
- جاك نيكولز على موقع ريلجم (الإنجليزية)
- جاك نيكولز على موقع بروبوليرز (الإنجليزية)